# Peter Rowe
Pour les articles homonymes, voir Rowe.
Peter Rowe, né le 27 juin 1947 à Winnipeg (Canada) est un réalisateur, scénariste, producteur et monteur canadien.

## Filmographie

### comme réalisateur
- 1971 : The Neon Palace
- 1975 : Horse Latitudes (TV)
- 1980 : Takeover (TV)
- 1982 : Paul et les jumeaux (The Edison Twins) (série télévisée)
- 1986 : Perdus en mer! (Lost!)
- 1986 : Splatter: Architects of Fear (vidéo)
- 1987 : Personal Exemptions
- 1988 : Take Two
- 1990 : L'Étalon noir ("The Black Stallion") (série télévisée)
- 1991 : Rintintin junior ("Katts and Dog" (1988) TV Series)
- 1991 : E.N.G. (série télévisée)
- 1993 : Heart of Courage (série TV)
- 1993 : Ready or Not (en) (série TV)
- 1994 : African Skies (série TV)
- 1996 : Black Harbour (série TV)
- 1997 : Le Meilleur du pire (The Best Bad Thing) (TV)
- 1997 : Lassie (série TV)
- 1998 : La Nouvelle Famille Addams (The New Addams Family) (série TV)
- 1998 : Fast Track (série TV)
- 1999 : Treasure Island
- 1999 : Pit Pony (série TV)
- 2000 : Song of the Sea Otter (TV)
- 2000 : Joshua Slocum: Around Alone (TV)
- 2002 : Samuel Cunard: Bridging the Atlantic (TV)
- 2004 : Right Hook: A Tall Tail
- 2004 : Popcorn with Maple Syrup (TV)

### comme scénariste
- 1971 : The Neon Palace
- 1975 : Horse Latitudes (TV)
- 1986 : Perdus en mer! (Lost!)
- 1999 : Treasure Island
- 2002 : Samuel Cunard: Bridging the Atlantic (TV)
- 2004 : Right Hook: A Tall Tail
- 2004 : Popcorn with Maple Syrup (TV)

### comme producteur
- 1971 : The Neon Palace
- 1986 : Perdus en mer! (Lost!)
- 2004 : Right Hook: A Tall Tail
- 2004 : Popcorn with Maple Syrup (TV)

### comme monteur
- 1971 : The Neon Palace
- 2004 : Right Hook: A Tall Tail

### comme acteur
- 1999 : Treasure Island : Captain Flint